# Баскаков, Юрий Валерьевич
Ю́рий Вале́рьевич Баска́ков (род. 10 мая 1964, Москва) — российский футбольный арбитр.

## Биография
Воспитанник СДЮШОР ЦСКА. Играл защитником за дублирующий состав ЦСКА и клубную команду «Торпедо» (Москва) в турнирах КФК.
Судить начал в 1988 году. На матчах российской премьер-лиги работает с 1996 года. Категория — арбитр ФИФА. Входит в элитную группу судей УЕФА. Основная профессия — спортивный инструктор. В качестве главного арбитра работал на 225 матчах российского высшего дивизиона (1-е место).
В конкурсе «Золотая мантия», организованном изданием «Спорт-Экспресс»: 2005 — 13 место; 2006 — 7; 2007 — 5.
В 2007 году был признан РФС лучшим арбитром года в России.
На фоне неоднозначных решений в ряде матчей Лиги чемпионов УЕФА 2007/2008 Баскаков не был включён в список арбитров чемпионата Европы 2008 года.
Сын известного советского арбитра Валерия Баскакова. 9 марта 2008 года, в день, когда Юрий судил матч Суперкубка России, Валерий Баскаков скоропостижно скончался на 71-м году жизни.
31 июля 2011 года после матча «Зенит» — «Спартак-Нальчик» завершил судейскую карьеру.